# Le Père de Mademoiselle
Pour plus de détails, voir Fiche technique et Distribution.
Le Père de Mademoiselle est un film français réalisé par Marcel L'Herbier, sorti en 1953.
Il s'agit de l'adaptation de la pièce éponyme de Roger Ferdinand.

## Synopsis
Le père de mademoiselle est un magistrat pénétré du sens du devoir, sa fille, Françoise, est une jeune femme romantique et la mère est une ambitieuse frustrée par la situation secondaire de son mari. Mademoiselle s'enfuit de la maison familiale pour échapper à un mariage arrangé et monte à Paris où elle va devenir la secrétaire d'Édith Mars, une vedette de théâtre interprétée par Arletty.
Alors que les parents sont venus passer quelques jours à Paris, Édith Mars propose à Françoise d'inverser leurs rôles pour quelques jours : Françoise passera pour la maitresse de maison et Edith pour sa secrétaire. 
Comme Édith est la maitresse du ministre de la justice et comme Françoise est courtisée par le chef de cabinet de ce même ministre, l'avancement du père est en bonne voie. 

## Fiche technique
- Réalisation : Marcel L'Herbier
- Scénario : Roger Ferdinand d'après sa pièce éponyme, Marcel L'Herbier, Robert-Paul Dagan (également assistant réalisateur)
- Photographie : Robert Juillard
- Montage : Louisette Hautecoeur
- Musique : Jean-Michel Damase
- Son : Pierre-André Bertrand
- Décors : Maurice Colasson
- Costumes : Nina Ricci
- Producteur : Roger Oudet
- Société de production : F.A.O. Films
- Pays d'origine :  France
- Format : Noir et blanc - 35 mm - 1,37:1 - Mono
- Genre : Comédie
- Durée : 100 minutes
- Date de sortie : 
  - France, 17 juillet 1953

## Distribution
- Arletty : Édith Mars
- Suzy Carrier : Françoise Marinier
- André Luguet : Monsieur Marinier
- Denise Grey : Isabelle Marinier
- Jacques François : Michel Leclair
- Mauricet : le ministre
- Germaine Reuver : Agathe
- Rosine Luguet : la jeune fille
- Pierre Moncorbier : l'huissier
- Sophie Mallet : Adèle
- Claude Le Lorrain : le danseur au dancing
- Floriane Prévot